# Anna Neagle
Pour les articles homonymes, voir Neagle.
Anna Neagle, de son vrai nom Florence Marjorie Wilcox (née Robertson), est une actrice, danseuse et chanteuse britannique, née à Forest Gate (en ce temps dans l'Essex et aujourd'hui dans Newham, Londres, Angleterre) le 20 octobre 1904, et morte à West Byfleet (Surrey, Angleterre), le 3 juin 1986.
Elle a connu le succès au box-office du cinéma britannique pendant 20 ans et a été élue star la plus populaire de Grande-Bretagne en 1949. Elle était connue pour apporter glamour et sophistication au public londonien déchiré par la guerre avec ses comédies musicales légères, ses comédies et ses drames historiques.
Presque tous ses films ont été produits et réalisés par Herbert Wilcox, qu'elle a épousé en 1943.
Elle est la grand-tante de l'acteur Nicholas Hoult.

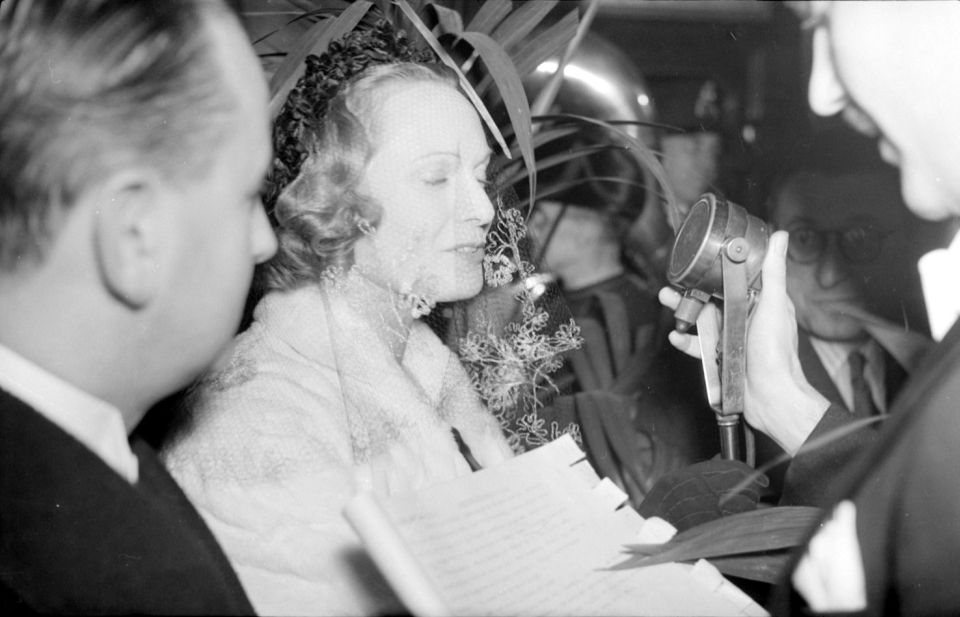
En 1937

## Filmographie
- 1929 : Those Who Love : Bit Role
- 1930 : L'École du scandale (School for scandal), de Maurice Elvey : rôle mineur
- 1930 : Le Bungalow chinois (The Chinese Bungalow) : Charlotte
- 1930 : Should a Doctor Tell? : Muriel Ashton
- 1932 : Good Night, Vienna : Viki
- 1932 : The Flag Lieutenant : Hermione Wynne
- 1933 : L'Ange du cabaret (The Little Damozel) : Julie Alardy
- 1933 : Bitter Sweet (en) : Sarah Linden
- 1934 : La Favorite du roi (Nell Gwyn) : Nell Gwyn
- 1934 : The Queen's Affair : Queen Nadina
- 1935 : Peg of Old Drury : Peg Woffington
- 1936 : The Three Maxims d'Herbert Wilcox : Pat
- 1937 : Chanteur de rue (Limelight), de Herbert Wilcox : Marjorie Kaye
- 1937 : Sa plus belle chance (London Melody) : Jacqueline
- 1937 : La Reine Victoria (Victoria the Great) : la reine Victoria
- 1938 : Soixante Années de gloire (Sixty Glorious Years) : la reine Victoria
- 1939 : Edith Cavell (Nurse Edith Cavell) : Edith Cavell
- 1940 : Irène (Irene) : Irene O'Dare
- 1940 : No, No, Nanette : Nanette
- 1941 : Mardi gras (Sunny) : Sunny O'Sullivan
- 1942 : They Flew Alone : Amy 'Johnnie' Johnson / Mollison
- 1943 : Et la vie recommence (Forever and a Day) : Susan Trenchard
- 1943 : Yellow Canary : Sally Maitland
- 1945 : I Live in Grosvenor Square d'Herbert Wilcox : Lady Patricia Fairfax
- 1946 : Piccadilly Incident : Diana Fraser
- 1947 : Mésalliance (The Courtneys of Curzon Street) : Kate O'Halloran
- 1948 : La Dame prend le valet (Spring in Park Lane) de Herbert Wilcox : Judy Howard
- 1948 : Elizabeth of Ladymead de Herbert Wilcox : Beth en 1854 / Elizabeth en 1903 / Betty en 1919 / Liz en 1946
- 1949 : Le Printemps chante (Maytime in Mayfair) de Herbert Wilcox : Eileen Grahame
- 1950 : Odette, agent S 23 (Odette) de Herbert Wilcox : Odette Sansom / Marie / Lise
- 1951 : La Dame à la lanterne (The Lady with the Lamp) de Herbert Wilcox : Florence Nightingale
- 1952 : Derby Day de Herbert Wilcox : Lady Helen Forbes
- 1954 : Voyage en Birmanie (Lilacs in the Spring), de Herbert Wilcox : Carole Beaumont  /  Lillian Grey  /  Nell Gwynn  /  Reine Victoria
- 1955 : Rhapsodie royale (King's Rhapsody), de Herbert Wilcox : Marta Karillos
- 1956 : Fréquentations dangereuses (My Teenage Daughter) de Herbert Wilcox : Valerie Carr
- 1957 : Rien ne sert de pleurer (No Time for Tears) de Cyril Frankel : Eleanor Hammond
- 1958 : The Man Who Wouldn't Talk de Herbert Wilcox : Mary Randall, Q.C.
- 1959 : Madame n'aime pas la musique (The Lady Is a Square) de Herbert Wilcox : Frances Baring